# Rozpočtový výbor Evropského parlamentu
Rozpočtový výbor Evropského parlamentu (Zkr. BUDG z European Parliament Committee on Budgets) je jedním z 20 stálých výborů Evropského parlamentu a je zodpovědný za otázky týkající se rozpočtu EU a víceletého finančního rámce.

## Pravomoci výboru
Tento výbor je součástí rozpočtového orgánu EU, což ve svém důsledku znamená, že s Radou EU spoluzodpovídá za posouzení a schválení evropského rozpočtu. Rozpočtový výbor se zabývá i finančními dopady legislativy a její kompatibilitou s víceletým finančním rámcem. Vedle toho spadá do působnosti tohoto výboru také rozpočet decentralizovaných orgánů a finančních aktivit Evropské investiční banky, které nejsou součástí správy ekonomických záležitostí EU.